# Qasr Ibrim

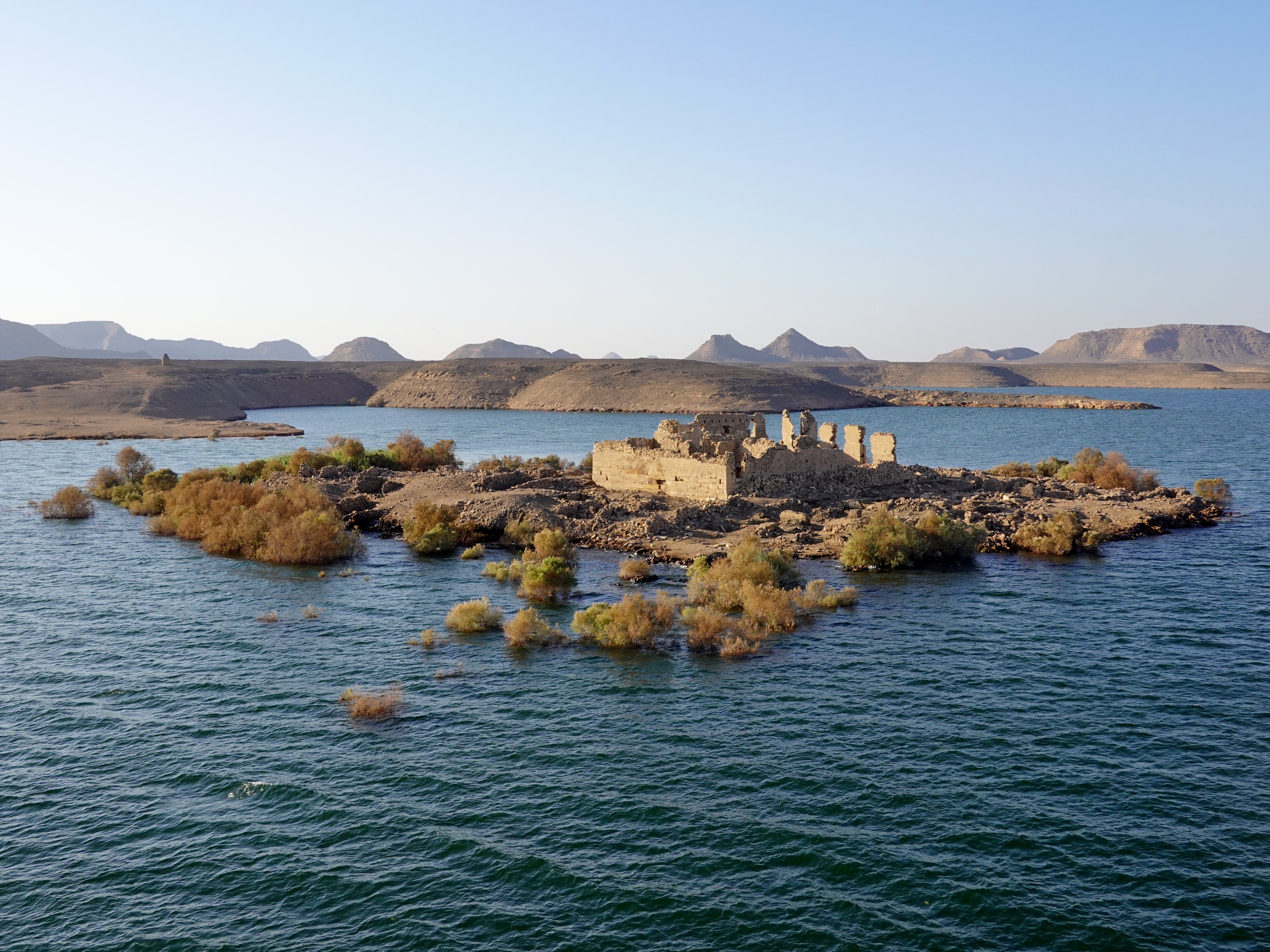
Qasr Ibrim bei hohem Wasserstand

Qasr Ibrim (arabisch قصر إبريم, DMG Qaṣr Ibrīm ‚Fort des Ibrim‘), auch Kasr Ibrim transkribiert, ist ein Ruinenort in Unternubien im heutigen Ägypten. Die Stätte war mindestens seit der Zeit des Neuen Reiches um 1500 v. Chr. und bis Anfang des 19. Jahrhunderts durchgängig bewohnt. Die Reste der befestigten Stadt auf einem Felshügel blieben als Insel im aufgestauten Nassersee erhalten.

## Lage

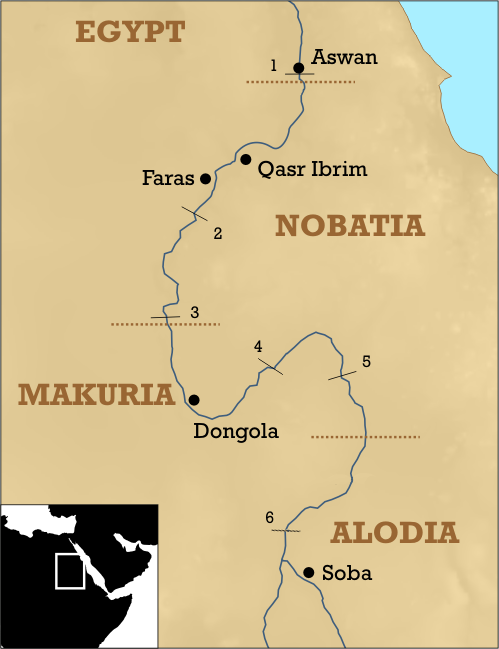
Karte von Nubien mit der Lage von Qasr Ibrim

Qasr Ibrim liegt etwa halbwegs zwischen Assuan und dem sudanesischen Grenzort Wadi Halfa am östlichen Ufer des ab 1964 durch den Bau des Assuan-Staudamms bis wenige Meter unterhalb der Befestigungsmauer angestiegenen Nassersees. Die antiken Gebäudereste in den tiefer gelegenen Außenbereichen und die Friedhöfe der Umgebung sind seither verschwunden. Vor der Flutung erhob sich eine weit in die Ebene vorgeschobene Felskuppe etwa 70 Meter über der Wasseroberfläche des Nil. Nach einem weiteren Anstieg des Wasserspiegels im Jahr 2000 liegen auch Teile der äußeren Befestigung unter Wasser. Der Ort liegt etwa 60 Kilometer nordöstlich von Abu Simbel und wenige Kilometer flussaufwärts von Amada. Etwas nördlich auf der anderen Flussseite befanden sich die Ruinen von Karanog.

## Geschichte
Die in der ersten Hälfte des 15. Jahrhunderts v. Chr. regierende Königin Hatschepsut beauftragte neben ihrer Bautätigkeit in Ägypten auch in einigen Orten in Unternubien Tempel und in Qasr Ibrim eine Felskapelle. Der wichtigste Vizekönig ihres Nachfolgers Thutmosis III. (um 1486–1425) namens Nehi ließ unterhalb des Ortes einen Schrein aus der Felswand höhlen und zahlreiche Felsinschriften in ganz Nubien anbringen. Von Amenemope (reg. 996–985) stammt eine weitere Felsinschrift in Qasr Ibrim. Von den pharaonenzeitlichen Bauten fanden sich auf der Hügelkuppe die Reste eines Amun-Tempels aus der Zeit des kuschitischen Königs Taharqa (um 691–664).
Seit der 25. Dynastie war Qasr Ibrim unter dem Namen Pedeme eine befestigte Siedlung, die zusammen mit Meroe und Napata zu den Fundorten für Inschriften nubischer Könige gehört. Eine Stele der Königin Amanishakheto (regierte um die Zeitenwende) und des Prinzen Akinidad war wohl als Stiftung oder Schenkung für den Amun-Tempel gedacht. Die Stele befindet sich im British Museum in London.

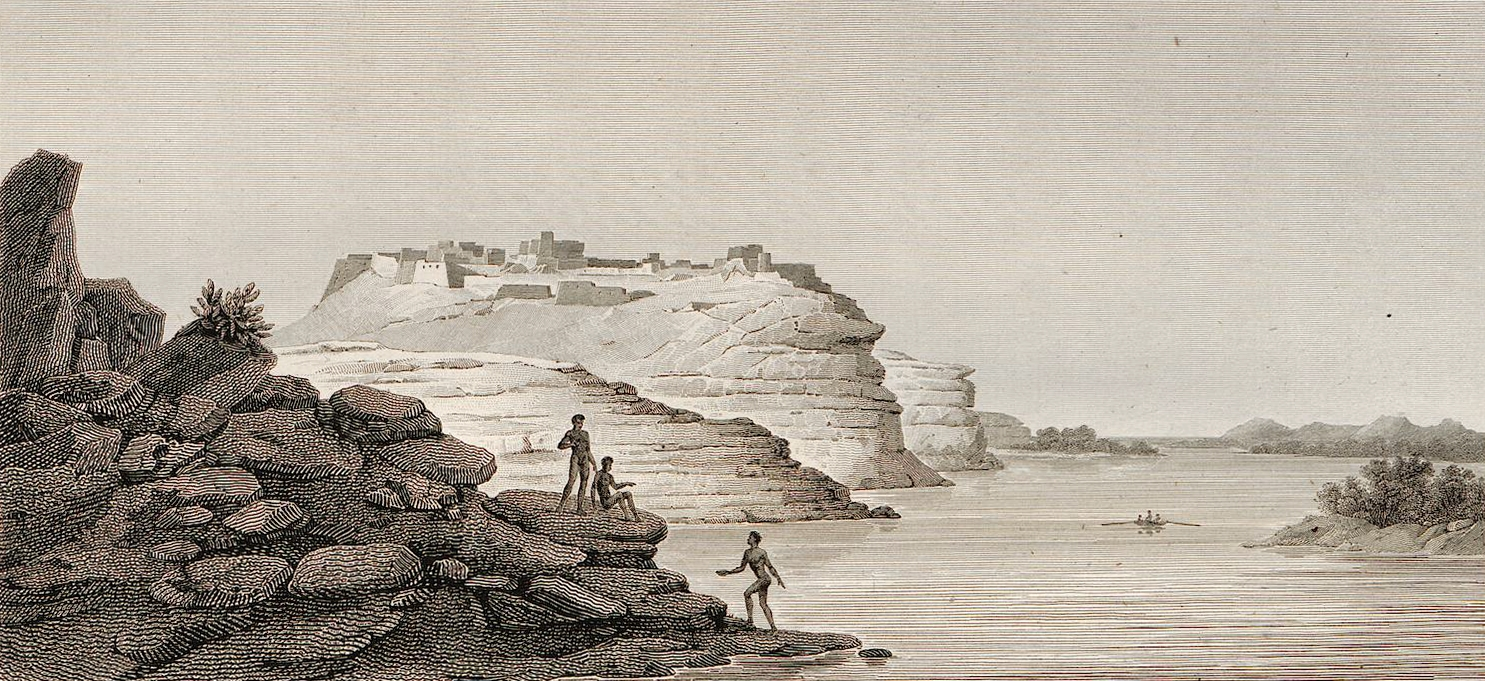
Zeichnung von Qasr Ibrim aus dem Jahr 1819 von Franz Christian Gau

Die befestigte Stadtanlage wurde vermutlich von einheimischen Nubiern im 2. Jahrhundert v. Chr. gegründet. 23. v. Chr. erstürmte der römische Präfekt Petronius die Stadt. Er gab ihr den Namen Primis und machte sie zu einem Teil der römischen Provinz Aegyptus. Die Römer drangen laut römischen Quellen weiter südlich bis Napata vor. Zwei Jahre später konnte die in der Stadt zurückgelassene römische Garnison einen Angriff der Kuschiten abwehren, mussten sich jedoch nach einem weiteren Angriff 20 v. Chr. zurückziehen. Die befestigte Stadt wurde von Blemmyern besetzt.
In der ersten Hälfte des 5. Jahrhunderts n. Chr. vertrieb der nobatische König Silko die seit langem verfeindeten Gegner. Für Qasr Ibrim begann im folgenden Jahrhundert die christliche Zeit. Der kleine Taharqa-Tempel am Südrand des Ortes wurde in der Mitte des 6. Jahrhunderts in eine Kirche verwandelt, erst Ende desselben Jahrhunderts wurde ein anderer Tempel (Isis-Tempel, Nr. 6) zerstört, folglich könnten beide Glaubensformen solange nebeneinander praktiziert worden sein.

Festung Qasr Ibrim vor der Flutung des Nassersees, 1964

Im Zentrum wurde im 7. Jahrhundert eine Kathedrale gebaut. Qasr Ibrim erhielt einen Bischof und blieb neben Faras bis zur Eroberung durch die Truppen von Turan-Schah, dem Bruder des muslimischen Ayyubiden-Herrschers Saladin, 1173 ein bedeutendes Verwaltungszentrum. Nachdem die nubischen Makurier ein Jahr zuvor Assuan angegriffen hatten, befahl Saladin seinem Bruder, gegen Nubien zu marschieren. In Qasr Ibrim nahmen die Ägypter, Vorräte, Waffen und Munition in Besitz, töteten die erbeuteten 700 Schweine und sperrten die Gefangenen in der Festung ein. Über die Eroberung berichtet ein in koptischer Sprache verfasstes Graffito an einem Felsengrab in Assuan. Während der folgenden zwei Jahre ließ Turan-Shah die Kathedrale zur Moschee umfunktionieren. Von Qasr Ibrim aus unternahmen die Muslime Plünderungszüge im Land. Wegen der geringen Beute verzichteten sie danach auf weitere Eroberungen und zogen sich wieder nach Ägypten zurück.
Die Einwohner blieben weiterhin christlich, wie aus Textfunden hervorgeht, darunter zweier 1372 datierter Schriften eines Bischofs Timotheos in koptischer und arabischer Sprache, die zusammen mit dessen Kreuzstab in seiner Grabstätte gefunden wurden.
1528 eroberten bosnische Söldner des Osmanischen Reiches die Stadt. Die große Marienkathedrale diente nach einem Umbau als Moschee. Im Kampf gegen mamlukische Fürsten, die sich hinter die Stadtmauern zurückgezogen hatten, wurde Qasr Ibrim von Ibrahim Pascha als Befehlshaber für Oberägypten im Auftrag seines Vaters Muhammad Ali zerstört. Die Stadt wurde anschließend verlassen.

## Forschungsgeschichte

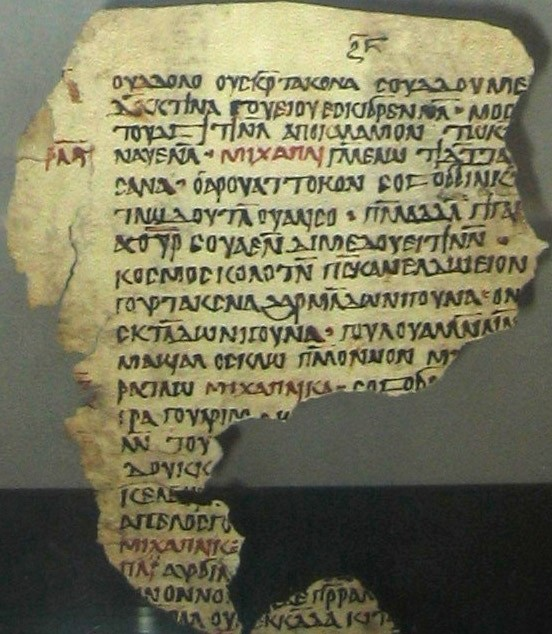
Buchseite in altnubischer Schrift aus dem 9. oder 10. Jahrhundert (British Museum)

Seit 1959 finden Ausgrabungen unter der Trägerschaft der Egypt Exploration Society statt. Die Universität Würzburg beteiligte sich ab 1964 im Rahmen der UNESCO-Rettungsaktion mit einem Projekt zur Entzifferung der in Qasr Ibrim gefundenen Texte in meroitischer Sprache. Auf Papyrus, Holz, Leder, Ton und Stein fanden sich insgesamt 700 meroitische Texte. Vor der Überflutung des Gebietes waren es vor allem Rettungsgrabungen im Umland; seit den 1970er Jahren konzentrieren sich die Bemühungen auf die frühere Geschichte des Festungshügels und die Konservierung der dort verbliebenen Reste. Es wurden ferner zahlreiche Funde von altnubischen, griechischen, arabischen und osmanische Manuskripten gemacht. Kleine Holztafeln mit kurzen Texten behandeln überwiegend wirtschaftliche Themen.

## Stadtbild
Die nach dem Abzug der Römer gebauten Pyramidengräber lagen in der Ebene am diesseitigen Nilufer. Das gegenüber am Westufer gelegene Begräbnisfeld war für die Priester des Amun-Tempels reserviert. Es gab sechs Tempel aus Lehmziegeln, die noch in den ersten Jahrhunderten n. Chr. religiös genutzt wurden. Ein wahrscheinlich unter Petronius entstandener römischer Tempel zeigt durch die sorgfältige Mauerschichtung, dass er von aus Ägypten gekommenen Handwerkern erbaut wurde. Die meisten Tempel in Nubien, die südlich der römischen Reichsgrenze lagen, wurden ebenfalls von Ägyptern geplant und ausgeführt; im Unterschied zu den christlichen Bauten, die ab dem 6. oder 7. Jahrhundert von der ortsansässigen Bevölkerung erbaut wurden. Qasr Ibrim und Faras waren die einzigen Orte, in denen in größerem Umfang Feldsteine vermauert wurden, üblich war ansonsten, nur die unteren Lagen mit Steinen zu schichten und darüber mit getrockneten Lehmziegeln fortzufahren. Tempel Nr. 1 war ein Sandsteintempel aus dem 4. Jahrhundert. Aus derselben Zeit stammt der kleine Tempel Nr. 289, der möglicherweise im 6. oder 7. Jahrhundert in eine Kirche umgewandelt wurde. Die Südkirche (Nr. 294) südlich der Kathedrale wird in das 12. oder 13. Jahrhundert datiert, ihr könnte aber ein älterer Bau vorausgegangen sein.

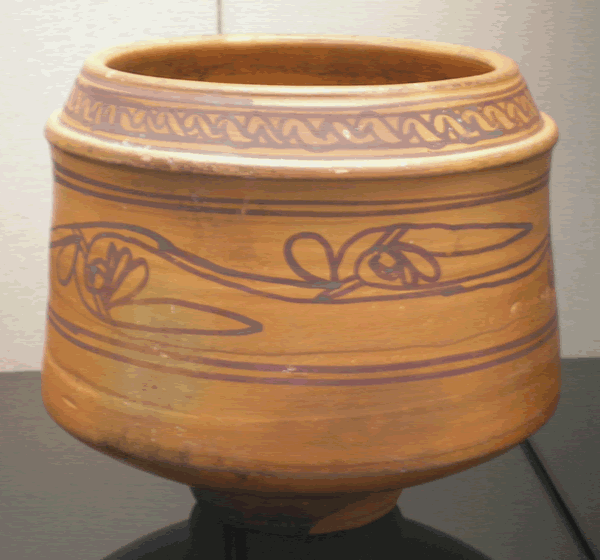
Nubisches Gefäß
(British Museum)

Ein Raum in Qasr Ibrim und ein Stadtviertel in Sayala mit einer Anzahl von „Weinstuben“ lieferten die deutlichsten Hinweise in Nubien für den ab der frühchristlichen Zeit offensichtlich beträchtlichen Konsum von Wein, der aus Ägypten importiert wurde. An den Wänden der Gaststätte fanden sich Reliefdarstellungen von Amphoren und Weintrauben. Über die Bevölkerungszahl zur Blütezeit gibt es keine Angaben. Allgemein hatten die obernubischen Siedlungen in christlicher Zeit 200 bis 400 Einwohner, selbst in der größten Stadt Faras lebten möglicherweise nur wenige 1000 Menschen.

### Kirche im Taharqa-Tempel
Der Taharqa-Tempel (Tempel Nr. 3) war mit zwei weiteren Tempeln zusammengebaut, die als Nr. 4 und Nr. 5 bezeichnet werden. Wie aus geopferten Münzen hervorgeht, wurde der Tempel bis ins 5. Jahrhundert verehrt. Anfang oder Mitte des 6. Jahrhunderts wurde der Taharqa-Tempel in die erste Kirche des Ortes umgewandelt. Hierfür bauten die Christen in einem Bereich des Tempels eine nach Osten gerichtete Apsis ein und füllten den verbleibenden Raum mit Schutt auf. Entlang der Westseite wurde ein Narthex vorgebaut. Im Füllgut hinter der Apsis fanden sich Tonscherben aus der Zeit der X-Gruppe, die in Qasr Ibrim entweder bis um 550 oder bis 700 n. Chr. vertreten war. Die Datierung der Kirche erfolgt anhand dieser Scherben.

### Große Kirche

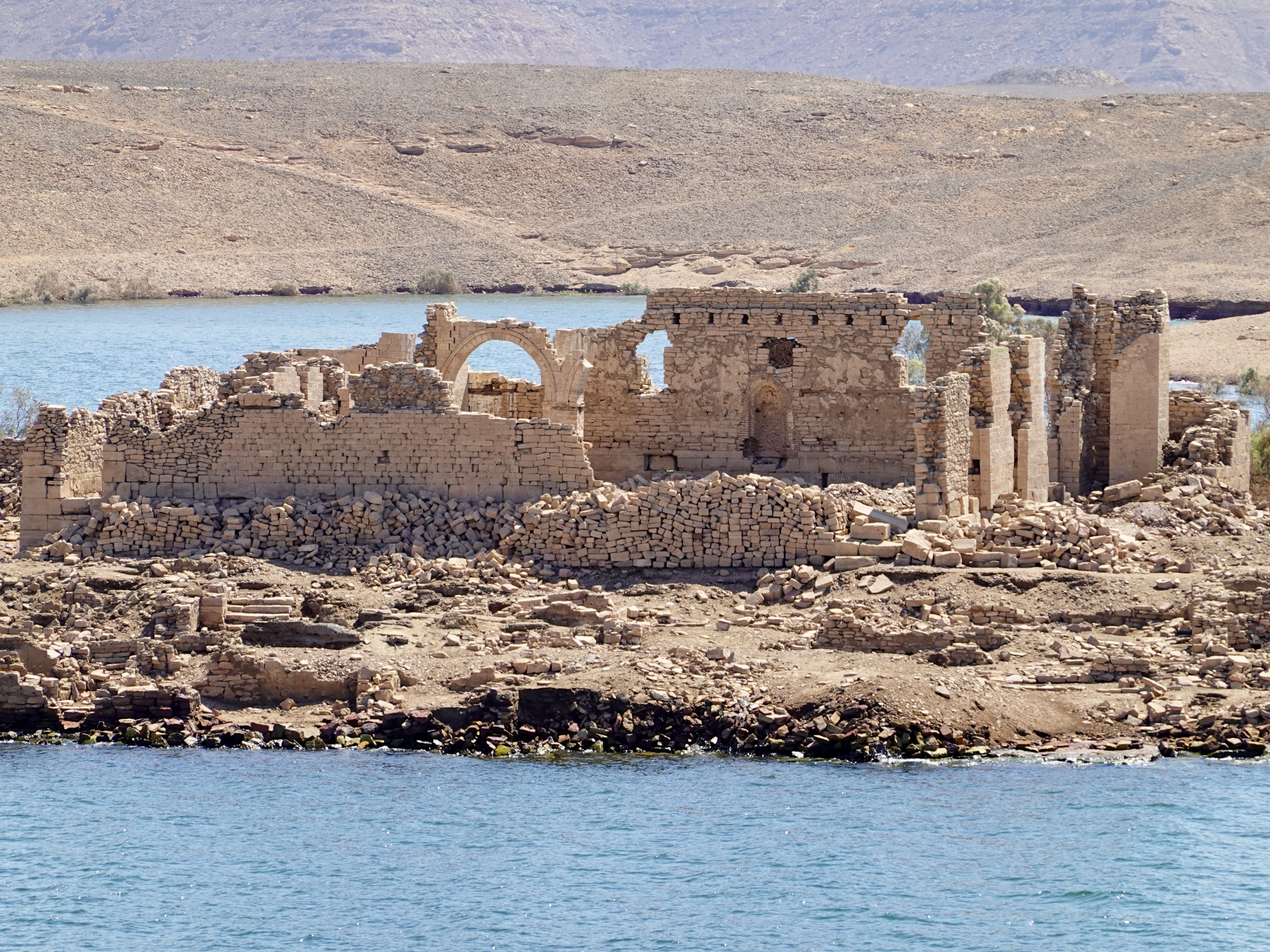
Ruinen der Kathedrale

Die Große Kirche aus dem 7. Jahrhundert, auch als Marienkathedrale bezeichnet, ist in Resten im Zentrum der alten Stadt erhalten. Bei der fünfschiffigen Weitarkadenbasilika sind im unteren Bereich wiederverwendete Steinquader eines Tempels zu sehen. Ihr Baukern wird in das 7. Jahrhundert datiert. In osmanischer Zeit wurde sie zu einer Moschee umgebaut.

### Nordkirche
Direkt am Fluss und heute vom Stausee überflutet lag eine kleine dreischiffige Kirche mit einigen, für nubische Kirchenbauten ungewöhnlichen Bauformen. Der Grundplan wurde Anfang des 20. Jahrhunderts erstmals von Ugo Monneret de Villard vermessen. Der Hauptraum wurde von zwei Pfeilern unterteilt, die ein etwas breiteres Mittelschiff bildeten. Der rechteckige Altarraum im Osten wurde von zwei kleineren Kammern flankiert, deren Zugänge asymmetrisch angeordnet waren. Die nördliche Kammer war nur vom Altarraum aus zu betreten, der südliche Raum dagegen direkt vom Seitenschiff. Auf der Westseite fehlten die sonst üblichen seitlichen Räume. Das etwas schiefwinklige Gebäude war an der Nordseite etwa zehn Meter und an der südlichen Längsseite neun Meter lang, die Breite betrug rund sieben Meter. Die beiden Eingänge an den Längsseiten lagen auf Linie der Pfeiler gegenüber. Die hohe Zentralkuppel spannte sich auf Querbögen zwischen den Pfeilern und der Altarwand. Die Eckübergänge zur Kuppel wurden durch Trompen aus diagonalen Ziegelringschichten übergeleitet. Die 1960 noch erhaltene Zentralkuppel besaß an allen vier Seiten Fenster, die anderen Dachkonstruktionen waren eingestürzt. Über dem Altarraum und dem westlichen Mittelteil befanden sich flache Halbkuppeln, die Seitenschiffe waren durch Tonnengewölbe überdeckt.
Alle Außenwände besaßen einen hohen Sockel aus Bruchsteinen, der teilweise bis auf die Kämpferhöhe der seitlichen Tonnengewölbe reichte. Die Außenfenster waren alle recht klein und mit einem Rundbogen, Spitzbogen oder als schmale Schlitzfenster ausgebildet. In allen drei Altarräumen gab es in der Ostwand eine kleine Wandnische.
Die Datierung auf das Ende des 12. oder Anfang des 13. Jahrhunderts wird mit dem etwas breiteren Mittelschiff begründet, das auf Einflüsse aus Ägypten verweist und in dieser Form nur bis zum 13. Jahrhundert bekannt ist.